# Brandis
Brandis város Németországban, azon belül Szászország tartományban. Lakosainak száma 9689 fő (2023. december 31.). Brandis Machern, Bennewitz, Trebsen/Mulde, Naunhof, Großpösna, Lipcse és Borsdorf községekkel határos.

## A városrészei
- Beucha (Kleinsteinberggel és Wolfshainnel)
- Brandis
- Polenz
- Waldsteinberg

## Népesség
A település népességének változása:
| Lakosok száma | 9357 | 9626 | 9613 | 9646 | 9676 | 9689 |
|               | 2014 | 2017 | 2019 | 2021 | 2022 | 2023 |